# Александър Кусов
Александър Иванович Кусов (на руски: Александр Иванович Кусов) е руски офицер, полковник. Участник в Руско-турската война (1877 – 1878).

## Биография
Александър Кусов е роден през 1827 г. в Санкт Петербург в семейството на потомствен дворянин – търговец. Ориентира се към военното поприще. Завършва Школа за гвардейски подпрапоршици и Николаевското кавалерийско училище (1847). Произведен е в първо офицерско звание прапорщик с назначение в лейбгвардейски Финландски полк. В този полк служи през по-голяма част от военната си кариера.
Участва в състава на гвардията при потушаването на Унгарска революция (1848 – 1849).
Участва в Кримската война от 1953 – 1856 г. в охраната на морското крайбрежие на Санктпетербургска и Виборгска губернии.
Повишен е във военно звание полковник с назначение за командир на 11-и Псковски пехотен полк.
Участва в Руско-турската война (1877 – 1878). В началото на август 1877 г. е включен в състава на Сборен отряд, сформиран за повторно освобождение на град Ловеч с командир генерал-майор Александър Имеретински. На 22 август 1877 г. в битката за Ловеч полковник Александър Кусов лично води 2-ри батальон от полка в атаката на османския редут при местността „Червен бряг“. При подстъпите на редута е тежко ранен в главата от вражески куршум. Преживява деня, макар през цялото време да е в безсъзнание. Умира рано сутринта на 23 август 1877 г. Погребан е след 6 дена в двора на църквата „Света Троица“ в град Ловеч.

## Памет
- Надгробен паметник на полковник Александър Кусов. Първоначално поставен в двора на църква „Света Троица“, впоследствие преместен на хълма Стратеш в Алея на Българо-руската дружба в Ловеч.
- Втори надгробен паметник на полковник Александър Кусов, поставен от бойните другари от 3-та пехотна дивизия. Първоначално поставен в двора на църква „Света Троица“, впоследствие преместен на хълма Стратеш в Алея на Българо-руската дружба в Ловеч.
- Улица в град Ловеч е наименувана „Полковник Александър Кусов“.
- След освобождението търговеца Иван Кусов дарява камбани на църквата „Света Троица“ в град Ловеч в памет на сина си – полковник Алексадър Кусов.

## Галерия
- Надгробен паметник на полковник Александър Иванович Кусов, командир на 11-и пехотен Псковски полк. Загинал при освобождението на Ловеч на 22 август 1877 г.
- Възпоменателен паметник от бойните другари на полковник Александър Кусов, командир на 11-и пехотен Псковски полк. Загинал при освобождението на Ловеч на 22 август 1877 г.
- Алея на Българо-Руската дружба на хълма „Стратеш“ в град Ловеч. Надгробни паметници на руски войни загинали при освобождението на Ловеч на 22 август 1877 г.
- Хълмът „Стратеш“ в град Ловеч.